# Gianfranco Dalmasso
Gianfranco Dalmasso (né à Milan en 1943) est un philosophe, historien de la philosophie et traducteur italien. Il a été professeur ordinaire de philosophie théorique à l'université de Bergame. Il est président honoraire de la société italienne de philosophie théorique. 

## Biographie
Il est diplômé de l'université catholique du Sacré-Cœur de Milan et poursuit ses études à Paris, à l'École normale supérieure et à l'École des hautes études en sciences sociales. Élève de Jacques Derrida, il introduit la pensée de cet auteur en Italie avec des traductions de La voix et le phénomène (Jaca Book 1968; révisée en 2010) et de De la grammatologie (Jaca Book 1969, révisée en 2012).
Des problèmes du sujet du discours et de la genèse du sens dans le débat sur le nihilisme, ses intérêts se sont tournés vers la question de la structure de la rationalité par rapport à l'éthique dans la pensée grecque et augustinienne et, plus récemment, dans la pensée de Hegel. 
Il a enseigné à l'université de Calabre et à l'université de Rome Tor Vergata. 
Il est membre du collège académique du doctorat de recherche en philosophie de l'école normale supérieure de Pise et du doctorat de recherche en études humanistes interculturelles auprès de l'université de Bergame.
Il est l'auteur de plusieurs essais philosophiques. Il est membre du comité scientifique de Phasis. European Journal of Philosophy, Oltrecorrente, du Magazzino di Filosofia et de la revue internationale de théologie et de culture Communio.

## Œuvres
- La società medico-politica. Teorie sul soggetto politico nella Francia post-rivoluzionaria. Saint-Just, Destutt de Tracy, de Maistre, Degérando, Fourier, Saint-Simon, Milano: Jaca Book, 1980
- Il ritorno della tragedia. Essere e inconscio in Nietzsche e in Freud, Milano: Franco Angeli, 1985
- La verità in effetti. La salvezza dell'esperienza nel neo-platonismo, Milano: Jaca Book, 1996
- Chi dice io. Razionalità e nichilismo, Milano: Jaca Book, 2005
- Hegel, probabilmente. Il movimento del vero, Milano: Jaca Book, 2015